# Grande Prêmio da França de 1990
Resultados do Grande Prêmio da França de Fórmula 1 realizado em Paul Ricard em 8 de julho de 1990. Sétima etapa do campeonato, foi vencido pelo francês Alain Prost, que neste dia conquistou a centésima vitória da Ferrari na categoria, com Ivan Capelli em segundo pela Leyton House-Judd e Ayrton Senna em terceiro pela McLaren-Honda.

## Resumo
Foi uma bela briga entre Ferrari e McLaren que se alternaram nas primeira posições do grid na classificação. Mansell foi pole, seguido de Gehard Berger, Ayrton Senna e Alain Prost. Na corrida outro desafio. Ivan Capelli e Mauricio Gugelmin (Leyton House-Judd) não pararam para trocar pneus e assumiram a liderança. Gugelmin teve o motor quebrado e parou na 58ª volta.
Capelli, líder por 45 voltas, terminou em segundo e só foi vencido por Alain Prost nas últimas voltas.
Senna liderou duas voltas e segurou-se firme em terceiro, numa corrida fora do seu gosto: "Corri para os pontos. Pelas circunstâncias, quatro estão de bom tamanho. Eu e o carro não merecíamos mais de dois".
Horas depois a Alemanha Ocidental sagrou-se tricampeã mundial de futebol ao vencer a final da Copa do Mundo de 1990.

## Classificação

### Pré-classificação
| Pos. | Nº | Piloto             | Construtor       | Tempo    | Dif.       |
| ---- | -- | ------------------ | ---------------- | -------- | ---------- |
| 1    | 29 | Eric Bernard       | Lola-Lamborghini | 1:05.165 | —          |
| 2    | 30 | Aguri Suzuki       | Lola-Lamborghini | 1:06.505 | + 1.340    |
| 3    | 17 | Gabriele Tarquini  | AGS-Ford         | 1:07.232 | + 2.067    |
| 4    | 18 | Yannick Dalmas     | AGS-Ford         | 1:08.151 | + 2.986    |
| 5    | 14 | Olivier Grouillard | Osella-Ford      | 1:08.219 | + 3.054    |
| 6    | 33 | Roberto Moreno     | Eurobrun-Judd    | 1:09.885 | + 4.720    |
| 7    | 34 | Claudio Langes     | EuroBrun-Judd    | 1:10.368 | + 5.203    |
| 8    | 31 | Bertrand Gachot    | Coloni-Subaru    | 4:02.465 | + 2:57.300 |
| 9    | 39 | Bruno Giacomelli   | Life             | —        | —          |

### Classificação
| Pos.    | Nº | Piloto             | Construtor        | Q1       | Q2       | Dif.    |
| ------- | -- | ------------------ | ----------------- | -------- | -------- | ------- |
| 1       | 2  | Nigel Mansell      | Ferrari           | 1:04.402 | 1:04.871 | —       |
| 2       | 28 | Gerhard Berger     | McLaren-Honda     | 1:05.350 | 1:04.512 | + 0.110 |
| 3       | 27 | Ayrton Senna       | McLaren-Honda     | 1:04.549 | 1:08.886 | + 0.147 |
| 4       | 1  | Alain Prost        | Ferrari           | 1:04.792 | 1:04.781 | + 0.379 |
| 5       | 19 | Alessandro Nannini | Benetton-Ford     | 1:05.670 | 1:05.009 | + 0.607 |
| 6       | 6  | Riccardo Patrese   | Williams-Renault  | 1:05.059 | 1:05.394 | + 0.657 |
| 7       | 16 | Ivan Capelli       | Leyton House-Judd | 1:06.384 | 1:05.369 | + 0.967 |
| 8       | 5  | Thierry Boutsen    | Williams-Renault  | 1:05.446 | 1:06.394 | + 1.044 |
| 9       | 20 | Nelson Piquet      | Benetton-Ford     | 1:05.640 | 1:05.744 | + 1.238 |
| 10      | 15 | Maurício Gugelmin  | Leyton House-Judd | 1:05.818 | 1:06.446 | + 1.416 |
| 11      | 29 | Eric Bernard       | Lola-Lamborghini  | 1:05.910 | 1:05.852 | + 1.450 |
| 12      | 26 | Philippe Alliot    | Ligier-Ford       | 1:05.980 | 1:06.866 | +1.578  |
| 13      | 4  | Jean Alesi         | Tyrrell-Ford      | 1:06.084 | 1:06.200 | + 1.682 |
| 14      | 30 | Aguri Suzuki       | Lola-Lamborghini  | 1:06.100 | 1:06.158 | + 1.598 |
| 15      | 3  | Satoru Nakajima    | Tyrrell-Ford      | 1:06.999 | 1:06.563 | + 2.161 |
| 16      | 11 | Derek Warwick      | Lotus-Lamborghini | 1:06.624 | 1:07.031 | + 2.222 |
| 17      | 12 | Martin Donnelly    | Lotus-Lamborghini | 1:06.647 | 1:07:248 | + 2.245 |
| 18      | 9  | Michele Alboreto   | Arrows-Ford       | 1:06.847 | 1:07.239 | + 2.445 |
| 19      | 25 | Nicola Larini      | Ligier-Ford       | 1:07.224 | 1:06.856 | + 2.444 |
| 20      | 8  | Stefano Modena     | Brabham-Judd      | 1:06.937 | 1:06.943 | + 2.535 |
| 21      | 22 | Andrea de Cesaris  | Dallara-Ford      | 1:09.727 | 1:07.137 | + 2.735 |
| 22      | 10 | Alex Caffi         | Arrows-Ford       | 1:07.496 | 1:07.207 | + 2.805 |
| 23      | 23 | Pierluigi Martini  | Minardi-Ford      | 1:07.315 | 1:07.333 | + 2.913 |
| 24      | 21 | Emanuele Pirro     | Dallara-Ford      | 1:07.687 | 1:07.692 | + 3.285 |
| 25      | 7  | David Brabham      | Brabham-Judd      | 1:07.733 | 1:08.532 | + 3.331 |
| 26      | 18 | Yannick Dalmas     | AGS-Ford          | 1:08.630 | 1:07.926 | + 3.524 |
| 27      | 24 | Paolo Barilla      | Minardi-Ford      | 1:08.008 | 1:08.592 | + 3.606 |
| 28      | 17 | Gabriele Tarquini  | AGS-Ford          | 1:09.176 | 1:08.147 | + 3.745 |
| 29      | 35 | Gregor Foitek      | Onyx-Ford         | 1:08.794 | 1:08.232 | + 3.830 |
| 30      | 36 | J. J. Lehto        | Onyx-Ford         | 1:08.954 | 1:08.487 | + 4.085 |
| Fontes: |    |                    |                   |          |          |         |

### Corrida
| Pos.    | Nº | Piloto             | Construtor        | Voltas | Tempo/Diferença | Grid | Pontos |
| ------- | -- | ------------------ | ----------------- | ------ | --------------- | ---- | ------ |
| 1       | 1  | Alain Prost        | Ferrari           | 80     | 1:33:29.606     | 4    | 9      |
| 2       | 16 | Ivan Capelli       | Leyton House-Judd | 80     | + 8.626         | 7    | 6      |
| 3       | 27 | Ayrton Senna       | McLaren-Honda     | 80     | + 11.606        | 3    | 4      |
| 4       | 20 | Nelson Piquet      | Benetton-Ford     | 80     | + 41.207        | 9    | 3      |
| 5       | 28 | Gerhard Berger     | McLaren-Honda     | 80     | + 42.219        | 2    | 2      |
| 6       | 6  | Riccardo Patrese   | Williams-Renault  | 80     | + 1:09.351      | 6    | 1      |
| 7       | 30 | Aguri Suzuki       | Lola-Lamborghini  | 79     | + 1 volta       | 14   |        |
| 8       | 29 | Eric Bernard       | Lola-Lamborghini  | 79     | + 1 volta       | 11   |        |
| 9       | 26 | Philippe Alliot    | Ligier-Ford       | 79     | + 1 volta       | 12   |        |
| 10      | 9  | Michele Alboreto   | Arrows-Ford       | 79     | + 1 volta       | 18   |        |
| 11      | 11 | Derek Warwick      | Lotus-Lamborghini | 79     | + 1 volta       | 16   |        |
| 12      | 12 | Martin Donnelly    | Lotus-Lamborghini | 79     | + 1 volta       | 17   |        |
| 13      | 8  | Stefano Modena     | Brabham-Judd      | 78     | + 2 voltas      | 20   |        |
| 14      | 25 | Nicola Larini      | Ligier-Ford       | 78     | + 2 voltas      | 19   |        |
| DSQ     | 22 | Andrea de Cesaris  | Dallara-Ford      | 78     | Desclassificado | 21   |        |
| 15      | 7  | David Brabham      | Brabham-Judd      | 77     | + 3 voltas      | 25   |        |
| 16      | 19 | Alessandro Nannini | Benetton-Ford     | 75     | Pane elétrica   | 5    |        |
| 17      | 18 | Yannick Dalmas     | AGS-Ford          | 75     | + 5 voltas      | 26   |        |
| 18      | 2  | Nigel Mansell      | Ferrari           | 72     | Motor           | 1    |        |
| Ret     | 3  | Satoru Nakajima    | Tyrrell-Ford      | 63     | Câmbio          | 15   |        |
| Ret     | 15 | Maurício Gugelmin  | Leyton House-Judd | 58     | Motor           | 10   |        |
| Ret     | 23 | Pierluigi Martini  | Minardi-Ford      | 40     | Pane elétrica   | 23   |        |
| Ret     | 4  | Jean Alesi         | Tyrrell-Ford      | 23     | Diferencial     | 13   |        |
| Ret     | 10 | Alex Caffi         | Arrows-Ford       | 22     | Suspensão       | 22   |        |
| Ret     | 5  | Thierry Boutsen    | Williams-Renault  | 7      | Motor           | 8    |        |
| Ret     | 21 | Emanuele Pirro     | Dallara-Ford      | 7      | Freios          | 24   |        |
| DNQ     | 24 | Paolo Barilla      | Minardi-Ford      |        |                 |      |        |
| DNQ     | 17 | Gabriele Tarquini  | AGS-Ford          |        |                 |      |        |
| DNQ     | 35 | Gregor Foitek      | Onyx-Ford         |        |                 |      |        |
| DNQ     | 36 | J. J. Lehto        | Onyx-Ford         |        |                 |      |        |
| DNPQ    | 14 | Olivier Grouillard | Osella-Ford       |        |                 |      |        |
| DNPQ    | 33 | Roberto Moreno     | EuroBrun-Judd     |        |                 |      |        |
| DNPQ    | 34 | Claudio Langes     | EuroBrun-Judd     |        |                 |      |        |
| DNPQ    | 31 | Bertrand Gachot    | Coloni-Subaru     |        |                 |      |        |
| DNPQ    | 39 | Bruno Giacomelli   | Life              |        |                 |      |        |
| Fontes: |    |                    |                   |        |                 |      |        |

## Tabela do campeonato após a corrida
| Pos.    | Piloto         | Pontos |
| ------- | -------------- | ------ |
| 1       | Ayrton Senna   | 35     |
| 2       | Alain Prost    | 32     |
| 3       | Gerhard Berger | 25     |
| 4       | Nelson Piquet  | 16     |
| 5       | Jean Alesi     | 13     |
| Fontes: |                |        |

| Pos.    | Construtor       | Pontos |
| ------- | ---------------- | ------ |
| 1       | McLaren-Honda    | 60     |
| 2       | Ferrari          | 45     |
| 3       | Benetton-Ford    | 23     |
| 4       | Williams-Renault | 21     |
| 5       | Tyrrell-Ford     | 14     |
| Fontes: |                  |        |

- Nota: Somente as primeiras cinco posições estão listadas. Entre 1981 e 1990 cada piloto podia computar onze resultados válidos por temporada não havendo descartes no mundial de construtores.